# Siemens & Halske
Siemens & Halske AG (lub Siemens-Halske) – niemieckie przedsiębiorstwo (spółka AG) z branży elektrotechnicznej istniejące w latach 1847–1966, które w późniejszym czasie zostało częścią koncernu Siemens AG.

## Historia
Przedsiębiorstwo założone zostało przez Ernsta Wernera von Siemensa, jego kuzyna Johanna Georga Siemensa i Johanna Georga Halskego w dniu 12 października 1847 roku jako Telegraphen-Bauanstalt von Siemens & Halske. Siedziba firmy zlokalizowana była w Berlinie-Kreuzbergu i specjalizowała się w przemysłowej produkcji elektrycznych telegrafów w związku z patentem Charlesa Wheatstone’a z 1837 roku.
Podczas II wojny światowej Siemens & Halske zatrudniało niewolniczą siłę roboczą pochodzącą z obozów koncentracyjnych.

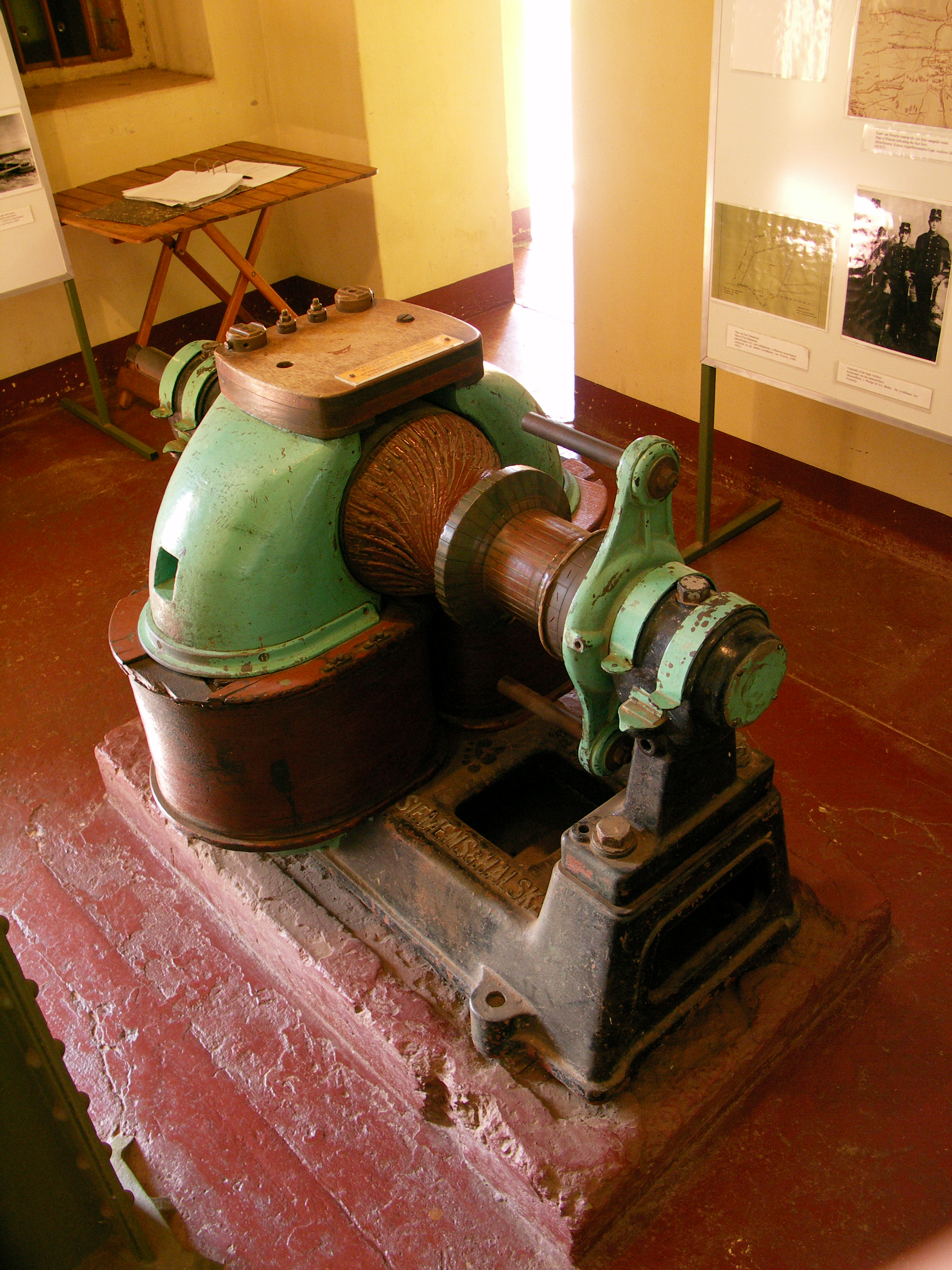
Prądnica LH8 firmy Siemens & Halske podczas wystawy na terenie Fort Klapperkop w Pretorii